# Parfen'evskij rajon
Il Parfen'evskij rajon (in russo Парфеньевский район?) è un rajon dell'Oblast' di Kostroma, nella Russia europea; il capoluogo è Parfen'evo. Ricopre una superficie di 2.500 chilometri quadrati e nel 2010 ospitava una popolazione di circa 7.000 abitanti.